# Antonio Maspes
Antonio Maspes (Milà, 14 de gener de 1932 - Milà, 19 d'octubre de 2000) va ser un ciclista italià, fou professional entre 1952 i 1968.
Excel·lent velocista, es dedicà al ciclisme en pista, on aconseguí un gran palmarès. Com a professional guanyà, entre moltes curses, set campionats del món entre 1955 i1964 i onze campionats nacionals de velocitat. Abans, com a amateur, va prendre part en els Jocs Olímpics de Hèlsinki, en què guanyà una medalla de bronze en la prova de tàndem, fent parella amb Cesare Pinarello.
Després de la seva mort el Velòdrom Vigorelli de Milà, on Maspes va començar a córrer, va ser rebatejat com a Velòdrom Maspes-Vigorelli.

## Palmarès
- 1948
  - 1r a la Coppa Caldirola
- 1949
  -  Campió d'Itàlia de velocitat amateur
- 1952
  -  Campió d'Itàlia de velocitat
  -  Campió d'Itàlia de velocitat amateur
  -  Medalla de bronze als Jocs Olímpics de Hèlsinki en tàndem
- 1953
  -  Campió d'Itàlia de velocitat
- 1954
  -  Campió d'Itàlia de velocitat
- 1955
  -  Campió del món de velocitat
- 1956
  -  Campió del món de velocitat
  -  Campió d'Itàlia de velocitat
- 1957
  -  Campió d'Itàlia de velocitat
- 1959
  -  Campió del món de velocitat
  -  Campió d'Itàlia de velocitat
- 1960
  -  Campió del món de velocitat
  -  Campió d'Itàlia de velocitat
  - 1r al Gran Premi de París en velocitat
  - 1r al Gran Premi de Copenhague, velocitat
- 1961
  -  Campió del món de velocitat
  -  Campió d'Itàlia de velocitat
  - 1r al Gran Premi de París en velocitat
  - 1r al Gran Premi de Copenhague, velocitat
- 1962
  -  Campió del món de velocitat
  -  Campió d'Itàlia de velocitat
  - 1r al Gran Premi de París en velocitat
  - 1r al Gran Premi de Copenhague, velocitat
- 1963
  - Campió d'Europa de Velocitat
  -  Campió d'Itàlia de velocitat
  - 1r al Gran Premi de París en velocitat
- 1964
  -  Campió del món de velocitat
  - 1r al Gran Premi de París en velocitat
- 1965
  -  Campió d'Itàlia de velocitat